# Melchior Werdenberg

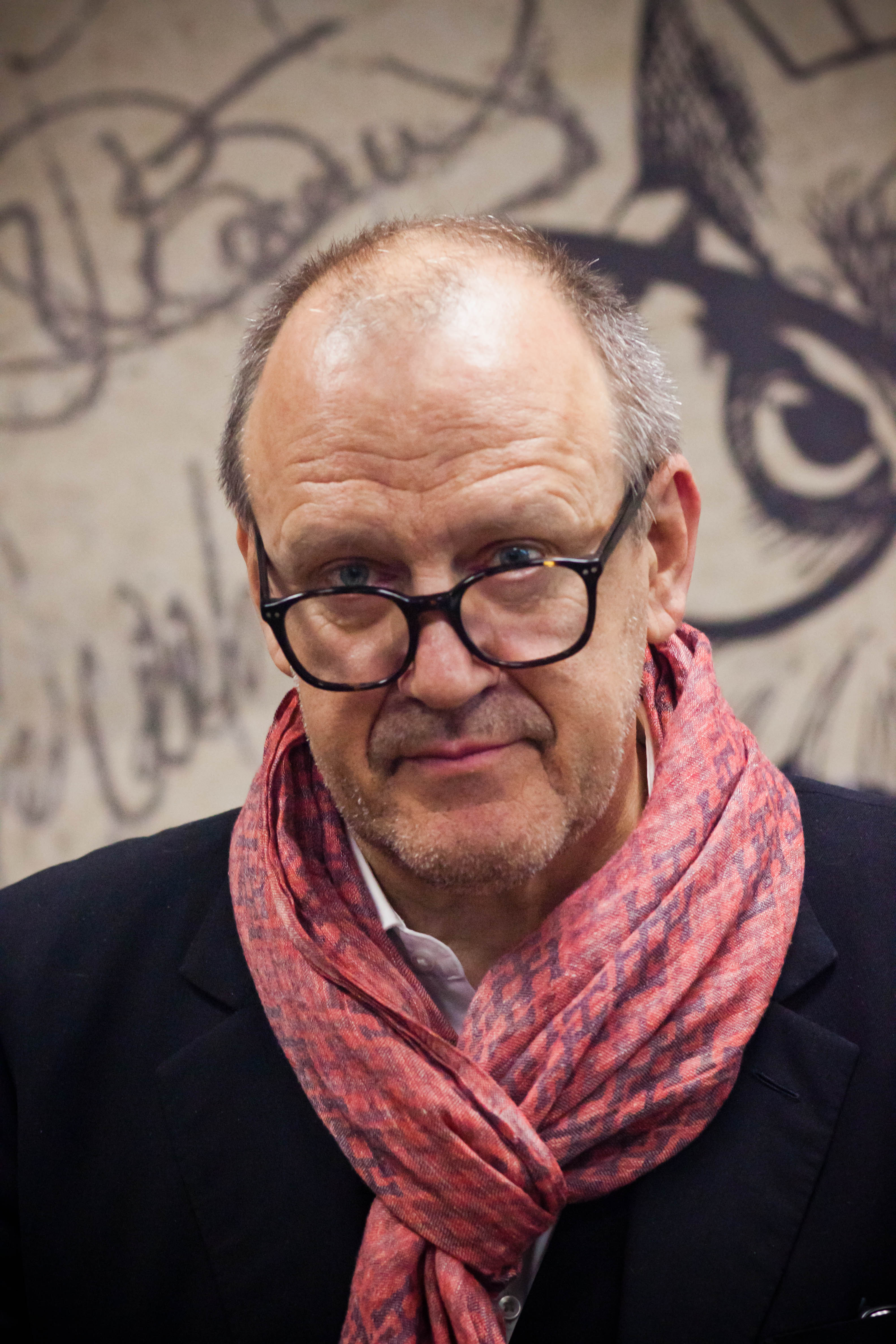
Melchior Werdenberg, 2018

Melchior Werdenberg (* 19. April 1954 in Schaffhausen) ist das schriftstellerische Pseudonym des Schweizer Juristen Hans Baumgartner.

## Biografie
Melchior Werdenberg wuchs zusammen mit zwei älteren Geschwistern als Sohn eines Zollbeamten in verschiedenen Grenzorten in der Ostschweiz auf. Mit neun Jahren kam er nach Zürich. Er besuchte das Literargymnasium Rämibühl und anschliessend die Universität Zürich.
Er arbeitete als Bezirksanwalt (1981–1991) und Richter (1992–1994) vorwiegend im Bereich der Drogen- und der Wirtschaftskriminalität.
Er war 1990 beigezogener Untersuchungsrichter der Parlamentarischen Untersuchungskommission PUK EMD zur Klärung von Vorkommnissen von grosser Tragweite im Eidgenössischen Militärdepartement, langjähriger Militärappellationsrichter (1988–2004) und dissertierte über den V-Mann. Seit 1994 ist er als Rechtsanwalt tätig.

## Werke
- Der kleine Mediavelli, in: René Schuhmacher (Hrsg.), Geschlossene Gesellschaft? Macht und Ohnmacht der Justizkritik, Rio Verlag Zürich 1993, ISBN 3-907768-03-5
- König Knoblauch gerät in schlechte Gesellschaft – Abenteuer im Trivialand, Hans Baumgartner/Illustrationen von Brigitte Stieger, Elster Verlag, Zürich 2007, ISBN 978-3-907668-60-3
- Teilwelten – Geschichten vom Werden, mit einem Nachwort von Maja Wicki, Elster Verlag, Zürich 2014, ISBN 978-3-906065-23-6
- Halbwelten, Mordgeschichten, Elster Verlag, Zürich, 2015, ISBN 978-3-906065-27-4
- Nachtschatten – Erzählungen, Elster Verlag, Zürich, 2016, ISBN 978-3-906065-38-0
- Scheinwelten – Erzählungen , Elster & Salis, Zürich, 2019, ISBN 978-3-906195-91-9
- Die freche Elena, Hans Baumgartner/Brigitte Stieger (Illustrationen), Elster Verlag, Zürich 2016, ISBN 978-3-906065-17-5
- Malefizien – Missgeschicke, Liebeleien und Verbrechen, Salis Verlag, Zürich 2022, ISBN 978-3-03930-031-0

## Herausgeber
- Julian Bledowski, Observation, Bilder mit Gedichten von Friedrich Glauser, herausgegeben von Hans Baumgartner, Elster Verlag, Zürich 2016, ISBN 978-3-906065-48-9
- Schaumkronen, Gedichte und Aphorismen von Friedrich Glauser, Elster Verlag 2013, ISBN 978-3-906065-03-8
- Ungeliebte Diener des Rechts, Beiträge zur Strafverteidigung,  Elster Verlag, Zürich 1999*, ISBN 3-89151-272-4 (mit René Schuhmacher)
- Recht, Macht und Gesellschaft, Rio Verlag, Zürich 1995, ISBN 3-907768-12-4 (mit René Schuhmacher)